# Tånga och Rögle
Tånga och Rögle is een plaats in de gemeente Helsingborg in de provincie Skåne län en het landschap Skåne, dit zijn de zuidelijkste provincie en landschap van Zweden. De plaats heeft 230 inwoners (2005) en een oppervlakte van 43 hectare.